# Проэнса, Мигел
Мигел Проэнса (порт. Miguel Proença; род. 27 марта 1939, Куараи) — бразильский пианист.
Учился игре на фортепиано в своём родном городе, главным образом у Нато Хенна. После смерти Хенна в 1958 году прервал обучение, играл в барах и кафе, одновременно получая высшее образование в области одонтологии. В 1961 г. отправился для продолжения музыкального образования в Германию, учился у Элизы Хансен в Гамбургской Высшей школе музыки и в Ганноверской Высшей школе музыки у Карла Энгеля. По словам самого пианиста, среди важнейших влияний на его творческое формирование были записи Вальтера Гизекинга.
Вернувшись в Бразилию, жил и работал, главным образом, в Рио-де-Жанейро. Преподавал в консерватории, был художественным руководителем концертного зала имени Сесилии Мейрелес. Гастролировал в разных странах, в том числе в 2003 г. в Италии, Франции, Германии, Словении и Японии, в 2008 г. выступал в нью-йоркском Карнеги-холле.
Известен, главным образом, как исполнитель бразильской музыки — прежде всего, сочинений Эйтора Вилла-Лобоса; в 2000 г. записал фортепианные партии для саунд-трека биографического художественного фильма о композиторе. Среди записей Проэнсы — полные собрания фортепианных произведений Алберту Непомусену и Оскара Лоренсо Фернандеса.
Командор Ордена Риу-Бранку (1991).